# 陈席儒

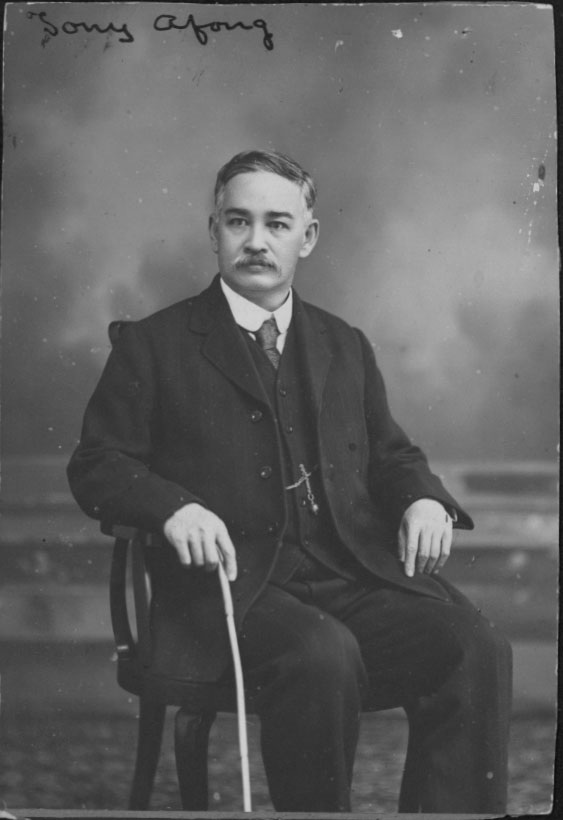

陈席儒（1859年—1936年）英文名Toney Afong（东尼·阿芳），祖籍广东省香山县（今珠海市前山梅溪村）人。美国华侨、香港工商界人士。

## 生平
陈席儒是华侨商人陈芳的次子。陈席儒在3岁时被陈芳带回家乡，入中国的学堂学习。11岁时，回到美国夏威夷，入埃奥兰尼学校，和孙中山是同校同学。毕业后，陈席儒入美国耶鲁大学，结识了留学哥伦比亚大学的同乡唐绍仪，二人交好。陈席儒毕业于耶鲁大学后，回到夏威夷檀香山帮陈芳办理商务事宜，后来在檀香山为华人子弟开办了英文学校。
清朝光绪十六年（1890年），陈芳结束了在夏威夷的生意，返回家乡定居，陈席儒随父亲归国，途经香港时受正在香港学医的孙中山的接待。同年，陈席儒、陈赓虞资助孙中山一百万港币，创办了陈少白主持的《中国日报》。陈芳退休之后，将香港、澳门的生意移交给陈席儒、陈赓虞兄弟打理。陈席儒任香港道格拉斯轮船公司总经理、香港中日银行董事长，在广东省也有不少投资。清朝光绪三十二年（1906年）春，两广总督岑春煊奉清廷之命将粤汉铁路收归官办，遭到反对之后，乃使用武力将对抗该决定的股东代表黎国廉下狱，商民一片哗然。陈席儒、陈赓虞等人都是粤汉铁路的大股东，乃组织广东及港澳的股东们反抗，成立了粤汉铁路股东维持路权会，向清政府发出函电，为商民争取权益。他们的抗争持续了两年，直至岑春煊调离广东。
陈席儒同孙中山、孙眉、陈少白联系密切。民国10年（1921年），孙中山重建广东军政府时，陈席儒资助了二十万元，充实军政府的财政。陈席儒同陈炯明也颇有情谊，民国11年（1922年）陈炯明发动六一六事变后，一度推举陈席儒出任广东省省长。陈炯明遭到驱逐后，陈席儒随之赴香港。后来，陈席儒因为不满陈炯明的所作所为，乃回到澳门隐居，和已离开政坛的唐绍仪多有来往。
民国25年（1936年），陈席儒病逝。

## 家庭
陈席儒育有2子1女。其中，长子陈永善曾任津浦铁路局局长、广东江防司令、石井兵工厂厂长，获授陆军少将衔。